# Арсы
Арсы (кирг. Арсы) — высокогорное село Кочкорского района. Входит в состав Семиз-Бельского аильного округа в Нарынской области Кыргызской Республики.
Находится, примерно, в 17 км от районного центра.
Население в 2009 году составляло 590 человек. Жители занимаются, в основном, животноводством.
Расположено в районе ожидаемых землетрясений II категории опасности с балльностью 5-7
По некоторым данным в районе с. Арсы находится месторождение урановой руды.
Построенный в 1950 году Дом культуры после сильного землетрясения 2006 года стал непригодным для эксплуатации.
Открыта новая школа.